# Do Not Feed the Monkeys
Do Not Feed the Monkeys — приключенческая игра, выпущенная 24 октября 2018 года на Windows. Разработана испанской компанией Fictiorama Studios и издана Alawar Premium. Порт на PlayStation 4 вышел 24 сентября 2020 года.

## Игровой процесс
В Do Not Feed the Monkeys игрок берёт на себя роль шпиона, который отслеживает несколько прямых видеопотоков с помощью внутриигрового настольного компьютера. Он собирает информацию о людях и объектах, попавших в эти каналы, одновременно ему нужно следить за здоровьем персонажа и оплачивать арендную плату за квартиру. Хотя игроку сказано не взаимодействовать с людьми, находящимися под наблюдением, это возможно сделать, что даёт бонусы, но подвергает опасности.

## Разработка
Разработчики придумали Do Not Feed the Monkeys примерно в то время, когда они завершила свою дебютную игру Dead Synchronicity. Надеясь исследовать концепцию вуайеризма, команда черпала вдохновение из фильма «Окно во двор» и веб-сайта Insecam, который позволяет пользователям просматривать незащищенные записи с камер наблюдения со всего мира. По словам Луиса Оливана из Fictiorama, главная цель компании — это погружение игрока в игру в сочетании с чувством свободы действий. Тем не менее, игра является социальным комментарием на тему, связанную со слежкой в социальных сетях.

## Успех и награды
Игра была номинирована на три награды на фестивале независимых игр 2019 года. HobbyConsolas назвал её одной из лучших игр испанского производства 2018 года, а Edge España номинировал Do Not Feed the Monkeys на премию «Испанская видеоигра года», игра проиграла The Red Strings Club. Редакторы Edge España также номинировали Fictiorama на звание лучшего испанского разработчика игр 2018 года, но награда в конечном итоге досталась студии Nomada Studio за её работу над игрой Gris. Игра также получила награду в номинации «Лучшая игра FS» на Titanium Awards 2018 года, кроме того, Fictiorama была номинирована в категории «Независимого создателя» на Webby Awards 2020 года.